# A Night in London
A Night in London to zapis koncertu Marka Knopflera z 1996 roku, który ukazał się w formacie DVD i jako kaseta wideo VHS.
Na albumie znajdują się głównie utwory z pierwszego solowego albumu Knopflera Golden Heart, są na niej także utwory Dire Straits ("Walk of Life" "Romeo and Juliet" i "Brothers in Arms"), utwory skomponowane przez Knopflera dla potrzeb różnych filmów ("Last Exit to Brooklyn" i "Going Home"), a także jeden utwór dostępny wcześniej tylko na singlu CD – "Gravy Train".

## Lista utworów
1. Darling Pretty
2. Walk of Life
3. Imelda
4. Father and Son
5. Golden Heart
6. Rüdiger
7. Cannibals
8. Je suis désolé
9. Last Exit to Brooklyn
10. Romeo and Juliet
11. Done with Bonaparte
12. A Night in Summer Long Ago
13. Brothers in Arms
14. Going Home
15. Are We in Trouble Now
16. Gravy Train